# Paradise (EP)
Pour les articles homonymes, voir Paradise.
 (octobre 2021).
Si vous disposez d'ouvrages ou d'articles de référence ou si vous connaissez des sites web de qualité traitant du thème abordé ici, merci de compléter l'article en donnant les références utiles à sa vérifiabilité et en les liant à la section « Notes et références ».
Albums de Lana Del Rey
Born To Die
(2012) Ultraviolence
(2014)
Singles
1. Ride
Sortie : 25 septembre 2012
2. Cola

Paradise est le troisième EP enregistré par la chanteuse américaine Lana Del Rey, après Young Like Me (2005), Kill Kill (2008) et Lana Del Rey (2011). Il a été publié le 12 novembre 2012 par Universal Music et a été produit par Rick Nowels, Justin Parker et Rick Rubin. 8 nouveaux titres le composent et sont directement disponible en format de téléchargement digital, CD audio et en vinyle.
Le premier single de cet EP est Ride, une ballade pop downtempo produit par Rick Rubin et coécrite par l'auteur de Video Games Justin Parker. Le clip de Ride a été diffusé pour la première fois lors d'un évènement promotionnel à Santa Monica le 10 octobre 2012, publié en ligne deux jours plus tard. Un cover d'une chanson populaire Blue Velvet, ainsi qu'une chanson originale Burning Desire, ont été inclus dans l'EP en tant que singles promotionnels. Un clip accessoire pour Blue Velvet a été utilisé pour une publicité de la ligne de vêtement H&M, afin d'une nouvelle fois promouvoir l'EP. Pour le Mondial de l'automobile de Paris 2012, Del Rey a servi de modèle pour une voiture de luxe, une Jaguar F-Type et a chanté sa chanson Burning Desire comme autre moyen de promotion. La chanson Burning Desire va être utilisée pour la bande originale d'un film homonyme court, mettant en scène la vedette Damian Lewis, il sort normalement pour l'année 2013. Une bande annonce de Paradise est dévoilée sur la chaîne YouTube de Del Rey : on peut y trouver des extraits de ses chansons qui sont sur le CD. Avant sa sortie, la chanson Cola a reçu l'attention des médias à cause de ses paroles controversées. La piste a été confirmée comme second single de l'EP, plusieurs jours après sa sortie. Les clips de Ride, Blue Velvet et Bel Air ont été postés sur VEVO et YouTube pour aider à promouvoir l'EP.
L'EP a reçu des critiques mitigées. Des avis agrégés sur Metacritic le place 61e sur une échelle de 100 points. AllMusic, Slant Magazine et Rolling Stone ont donné des critiques assez négatives dans l'ensemble, tandis que So So Gay, Drowned in Sound, Digital Spy et Buzz Media ont été plus positifs. En Europe, l'EP s'est vu classé au Top 10 des hits en Belgique néerlandophone et en Pologne, ensuite dans le Top 20 en Belgique francophone et aux Pays-Bas. Pendant qu'il faisait ses débuts au numéro 10 sur le Billboard 200 et sur le Billboard des Albums au Canada, en Europe plus de 67 000 exemplaires se sont vendus dès la première semaine de ventes avec un sommet dans le top 5 de divers charts et autres.

## Pistes
| No | Titre           | Producteur(s)     | Durée |
| -- | --------------- | ----------------- | ----- |
| 1. | Ride            | Rick Rubin        | 4:49  |
| 2. | American        | Nowels            | 4:08  |
| 3. | Cola            | Nowels            | 4:20  |
| 4. | Body Electric   | Nowels, Dan Heath | 3:53  |
| 5. | Blue Velvet     | Haynie            | 2:38  |
| 6. | Gods & Monsters | Larcombe, Haynie  | 3:57  |
| 7. | Yayo            | Heath, Haynie     | 5:21  |
| 8. | Bel Air         | Heath             | 3:57  |

| iTunes Store bonus track | iTunes Store bonus track | iTunes Store bonus track | iTunes Store bonus track | iTunes Store bonus track | iTunes Store bonus track | iTunes Store bonus track | iTunes Store bonus track | iTunes Store bonus track | iTunes Store bonus track |
| No                       | Titre                    | Producer(s)              | Durée                    |                          |                          |                          |                          |                          |                          |
| ------------------------ | ------------------------ | ------------------------ | ------------------------ | ------------------------ | ------------------------ | ------------------------ | ------------------------ | ------------------------ | ------------------------ |
| 9.                       | Burning Desire           | Haynie                   | 3:51                     |                          |                          |                          |                          |                          |                          |
| 36:58                    |                          |                          |                          |                          |                          |                          |                          |                          |                          |

| Target bonus tracks | Target bonus tracks                | Target bonus tracks                    | Target bonus tracks | Target bonus tracks | Target bonus tracks | Target bonus tracks | Target bonus tracks | Target bonus tracks | Target bonus tracks |
| No                  | Titre                              | Producer(s)                            | Durée               |                     |                     |                     |                     |                     |                     |
| ------------------- | ---------------------------------- | -------------------------------------- | ------------------- | ------------------- | ------------------- | ------------------- | ------------------- | ------------------- | ------------------- |
| 9.                  | Blue Velvet (Penguin Prison Remix) | Haynie (remixed by Chris Glover)       | 5:03                |                     |                     |                     |                     |                     |                     |
| 10.                 | Blue Velvet (Lindstrom Remix)      | Haynie (remix by Hans-Peter Lindstrøm) | 9:36                |                     |                     |                     |                     |                     |                     |
| 47:32               |                                    |                                        |                     |                     |                     |                     |                     |                     |                     |

| 9.  | Blue Velvet (Penguin Prison Remix)               | Haynie           | 5:03 |
| 10. | Summertime Sadness (Todd Terry Remix)            | Haynie, Nowels*  | 6:26 |
| 11. | National Anthem (bretonLABS Remix)               | Haynie, Bhasker^ | 4:01 |
| 12. | Blue Jeans (RAC Mix)                             | Haynie           | 3:42 |
| 13. | Born to Die (Kris Di Angelis 'Love Below' Remix) | Haynie           | 5:10 |
| 14. | Video Games (Jakwob and Etherwood Remix)         | Robopop          | 3:44 |